# Skotština
Skotština (skotsky a anglicky Scots) je západogermánský jazyk používaný zejména Skoty ve Skotsku, části Severního Irska a přilehlých oblastech Anglie a Irské republiky. Jazyk je blízce příbuzný angličtině a je potřeba ho odlišovat od skotského dialektu angličtiny a od keltské gaelštiny.
Skotštinou je psána skotská Wikipedie.

## Historický vývoj
Raná skotština se vznikla z northumbrijského dialektu staré angličtiny, resp. z rané fáze střední angličtiny. Rozdíly od angličtiny se vyvinuly zejména v období nazývaném střední skotština (polovina 15. až 17. století). Období moderní skotštiny v době spojeného království je poznamenáno úpadkem jejího používání ve prospěch angličtiny. V době národního obrození byla snaha o pozvednutí skotštiny, užívá jí například básník Robert Burns nebo spisovatel Walter Scott. V první polovině 20. století se mluví o skotské renesanci, zejména literární, jejímž nejvýraznějším představitelem je Hugh MacDiarmid.

## Postavení
O tom, jestli je skotština jazyk nebo jenom dialekt angličtiny, se vedou spory. Před rokem 1707, kdy se Skotsko a Anglie spojily do Království Velké Británie, se jasně jednalo o samostatný jazyk.

## Dialekty
1. Severní skotština, mluvená severně od Dundee.
2. Střední skotština, mluvená od Fife a Perthshire po Lothians a Wigtownshire.
3. Jižní skotština nebo prostě „Hraniční jazyk“ nebo „Hraniční nářečí“, hovoří se jím v Scottish Borders.
4. Ostrovní skotština, mluvená na Orknejích a Shetlandách.
5. Ulsterská skotština, mluvená potomky skotských osadníků na pobřežní Severního Irska a v Hrabství Donegal v Irské republice.

## Příklady

### Číslovky
| Skotsky | Česky |
| ane     | jeden |
| twa     | dva   |
| three   | tři   |
| fower   | čtyři |
| five    | pět   |
| sax     | šest  |
| seiven  | sedm  |
| aicht   | osm   |
| nine    | devět |
| ten     | deset |

## Vzorový text
Pro srovnání je uvedena i angličtina.

### Všeobecná deklarace lidských práv
| skotsky  | Aw human sowels is born free an equal in dignity an richts. They are tochered wi mense an conscience an shuld guide theirsels ane til ither in a speirit o britherheid.    |
| anglicky | All human beings are born free and equal in dignity and rights. They are endowed with reason and conscience and should act towards one another in a spirit of brotherhood. |
| česky    | Všichni lidé se rodí svobodní a sobě rovní co do důstojnosti a práv. Jsou nadáni rozumem a svědomím a mají spolu jednat v duchu bratrství.                                 |